# Der Karneval in Rom
Der Karneval in Rom (Karneval i Rom) är en operett i tre akter med musik av Johann Strauss den yngre och libretto av Josef Braun och Richard Genée. Operetten hade premiär den 1 mars 1873 på Theater an der Wien i Wien.

## Historia
1872 satte Johann Strauss i gång med att arbeta på sin andra operett Der Karneval in Rom, som Theater an der Wien hade förvärvat av författaren Josef Braun (1840-1902). Denne hade i sin tur utgått från ett franskt lustspel, "Piccolino" av Victorien Sardou. Librettot hade Strauss fått redan på hösten 1871 men arbetet hade avstannat inför en konsertturné i USA. Liksom fallet hade varit med hans första operett Indigo und die 40 Räuber behövde sångtexterna förbättras. För detta arbete anlitade teatern sin kapellmästare Richard Genée. Till skillnad från den två år yngre kollegan Strauss hade Genée också en gedigen utbildning som teaterkomponist med flera framgångsrika teaterstycken bakom sig. För en oerfaren teaterkompositör som Johann Strauss var Genée en perfekt samarbetsman, som kunde ge råd och stöd. Det hade han visat redan med Indigo.

### Premiär och andra uppsättningar
Operetten hade premiär den 1 mars 1873 på Theater an der Wien och fick idel beröm av presskritiken vilken särskilt framhöll den fina instrumentationen och melodirikedomen. En recensent skrev, med udden riktad mot Jacques Offenbachs operetter: "Librettot av Josef Braun är slutligen riktigt resonabelt. Det söker inte komedi i narrkläder, huvudlösa absurditeter, dumma huvudbonader eller fantastiska epåletter som fransmännen gör. Lika delar seriöst och glatt, ett intressant ämne är hanterat pikant och roande, och Strauss har skrivit en lavin av melodier till den, ur vilka man kan hämta 10 valser, 20 polkor och 30 kadriljer. Musiken är en avsevärd förbättring jämförd med 'Indigo'".
Om pressen var nöjd så var publiken till viss del besviken: man saknade de för Strauss så signifikativa valserna. Hovoperans chef Johann von Herbeck blev emellertid så förtjust i stycket att han funderade över möjligheten att längre fram sätta upp den på hovoperans scen. Men 1873 var inget bra teaterår för Wiens del. Koleran drabbade staden och en stor börskrasch skakade affärslivet. Med endast 56 föreställningar på Theater an der Wien under premiäråret och sammanlagt 16 föreställningar under de följande tre åren blev Der Karneval in Rom ingen bra affär för Johann Strauss eller för teaterledningen. Den 6 maj 1894 hade den framförts sammanlagt 81 gånger.
Till Stockholm kom den först 1880, där den hade Sverigepremiär på Mindre Teatern den 11 augusti. Föreställningen spelades ca 20 gånger och lades ned den 25 september.

## Personer
| Roller                | Stämma      |
| --------------------- | ----------- |
| Marie, en bondflicka  | sopran      |
| Benvenuto Rafaele     | tenor       |
| Robert Hesse, målare  | baryton     |
| Greve Falconi         | tenor       |
| Grevinnan Falconi     | sopran      |
| Arthur Bryk, målare   | tenor       |
| Donna Sofronia        | mezzosopran |
| Elena                 | sopran      |
| Toni                  | tenor       |
| Therese, en ung brud  | sopran      |
| Marietta              | sopran      |
| Rosalinde             | sopran      |
| Franz, en ung brudgum | tenor       |
| Anita                 | mezzosopran |
| Bianca                | mezzosopran |
| Giovanna              | mezzosopran |
| Isabella              | mezzosopran |
| Martin                | tenor       |
| Sepp                  | tenor       |

## Handling
Akt I
Den unga bondflickan Marie bor i en enkel stuga i en alpby. Hon har blivit lovad giftermål av Arthur Bryk, en genomresande konstnär, men tiden har gått utan att han har återvänt. Under tiden har Marie blivit till åtlöje i byn för sin enfaldiga väntan. Då uppenbarar sig ett resande följe, som stannar till invid stugan för att rasta. De resande utgörs av två unga tavelmålare, en ung grevinna och en medelålders greve. Grevinnan låter sig uppvaktas av de unga männen, medan greven sjuder av svartsjuka. För Marie innebär hästskjutsens uppehåll att hon får en liten kontakt med omvärlden. Hon visar ett porträtt av sig själv, en tavla som Arthur Bryk har målat. De unga konstnärerna känner genast igen tavlan som en målning av en av deras vänner, och talar om för Marie att Arthur har en ateljé i Rom, där han för ett ganska lössläppt liv med sina kvinnliga elever, varav grevinnan är en. Marie beslutar sig för att följa sällskapet till Rom för att få återse sin efterlängtade.
Akt II
I Rom utanför ett kloster. Greven har tröttnat på sin lättfotade fru och beslutar sig för att spärra in henne i klostret. Arthur Bryk blir underrättad pm att hans elev och tillika älskarinna har hamnat i klistret, dvs klostret. Med list lyckas han rädda grevinnan över klostermuren.
Akt III
I Arthurs ateljé. Marie har på avstånd sett att Arthur livnär sig på att förfalska reliker, eftersom inkomsterna från tavlorna och eleverna inte alls räcker för det dagliga brödet. Marie klipper håret och kläder sig som en ung man. Som sådan infinner hon sig i ateljén och säger sig vilja bli antagen som elev. Hon passar på att göra detta när grevinnan också finns där. Så fort Arthur vänder ryggen till börjar Marie att kurtisera grevinnan som snart faller till föga för uppvaktningen. Arthur finner grevinnan i armarna på sin nye elev och visar dem bägge på porten. Marie visar då upp porträttet som Arthur målade några år tidigare. När den trolöse målaren ser på porträttet blir han ångerfull och säger sig i grund och botten aldrig någonsin ha älskat någon annan kvinna är den avporträtterade. Först när han åter betraktar sin nye elev känner han igen Marie. De tu omfamnar varandra glädjestrålande och beger sig ut på gatan för att deltaga i den pågående karnevalen.

## Orkester
Två flöjter, två oboer, två klarinetter, två fagotter, fyra valthorn, två trumpeter, tre tromboner, en harpa, slagverk och stråkar

## Musiken
Operetten består av följande musiknummer:
- Ouvertyr
- Nr. 1 Introduktion (till akt I): Vom Tale d'runten klingt der Glockenton so rein (Marie, Toni, Therese, Franz, kör)
- Nr. 2 Duettino: Maler wandern gerne (Rafaeli, Hesse)
- Nr. 3 Duett: Nicht länger duld ich dieses Treiben (Greven, Grevinnan)
- Nr. 4 Final I: Ja noch in dieser Stunde (alla)
- Nr. 5 Introduktion (till akt II) och kör: Weltberühmtes Rom (kör)
- Nr. 6 Lied: Kommt ihr Leute bleibet stehen (Marie, Chor)
- Nr. 7 Lied och kör: O seht den frommen Pilgersmann – Von Josefs Mantel (Arthur, kör)
- Nr. 8 Kvintett: Ich geh hinüber in das Haus (Greven, Grevinnan, Arthur, Rafaeli, Hesse)
- Nr. 9 Duett: Ein Künstler also willst Du werden (Arthur, Marie)
- Nr. 10 Ensemble och grevinnan: Gefangen trauern (Grevinnan)
- Nr. 11 Kör: Wenn die Abendglocken hallen (kör)
- Nr. 11B Tarantella: Versteh ich noch nicht die Farben zu mischen (Marie)
- Nr. 12 Final II: Champagner her, ein ganzes Meer (alla)
- Nr. 13B Lied: Es jauchzt mir im Innern (Arthur)
- Nr. 14 Kvartett: Schönste aller Frauen (Marie, Grevinnan, Arthur, Greven)
- Nr. 15 Duett: Von jenen Damen allen (Marie, Arthur)
- Nr. 16 Final III: Karneval dich preisen wir (alla)

### Musikaliskt återbruk
Under många år hade familjen Strauss gjort reklam för olika kompositörers operor och operetter genom att sammanställa egna orkesterverk med teman från verken. I och med Indigo und die 40 Räuber påbörjade Johann Strauss ett liknande tillvägagångssätt men denna gång med sina egna operetter. Utifrån musiken till Der Karneval in Rom sammanställde han sammanlagt fem separata orkesterverk:
- Vom Donaustrande, Schnell-Polka, Opus 356
- Carnevalsbilder, vals, Opus 357
- Nimm sie hin, Polka-francaise, Opus 358
- Gruss aus Österreich, Polkamazurka, Opus 359
- Rotunde-Quadrille, kadrilj, Opus 360